# Jaramataia
Jaramataia là một đô thị thuộc bang Alagoas, Brasil. Đô thị này có diện tích 164 km², dân số năm 2007 là 5893 người, mật độ 56,82 người/km².